# Грайц
Грайц е град, административен център на окръг Грайц, провинция Тюрингия, централна Германия. Населението на града през 2007 година е 22 936 души.

## История
Има сведения че още от началото на каменната ера, в долината на местната река е обитавана.
Днешното име на града Грайц е вероятно от славянски произход, първи сведения има през 1209 година (Градец).

## Население
| 1800 до 1971 - 1800 – 4.000 - 1833 – 5.600 - 1885 – 17.288 - 1905 – 23.114 - 1931 – 39.281 - 1946 – 45.410 - 1950 – 42.520 - 1960 – 39.097 - 1971 – 38.608 | 1981 до 2000 - 1981 – 36.684 - 1984 – 35.822 - 1994 – 30.206 - 1995 – 29.402 - 1996 – 28.610 - 1997 – 27.992 - 1998 – 27.324 - 1999 – 26.706 - 2000 – 26.177 | 2001 до 2007 - 2001 – 25.605 - 2002 – 25.037 - 2003 – 24.591 - 2004 – 24.199 - 2005 – 23.764 - 2006 – 23.368 - 2007 – 22.936 |

## Политика
На проведените на 7 юни 2009 година общински избори,
През последните общински избори на 7 юни 2009, от 30 общински съветника, социалдемикратите (SPD) печелят 9 места, християн-демократите (CDU) 7 места, „Общностт на интерес за икономиката и труда ЕС“ 5 места, партията (Die Linke) 4 места, Свободно демократическа партия (FDP) 4 места, и крайно-дясната Национал-демократическа партия на Германия (NPD) 1 място.

## Побратимени градове
Стара Загора , България 